# Чобановка (Ришканський район)
Чобановка (рум. Ciobanovca) — село в Ришканському районі Молдови. Входить до складу комуни, адміністративним центром якої є село Ґрінеуць.
Більшість населення — українці.